# Sendero de lágrimas choctaw

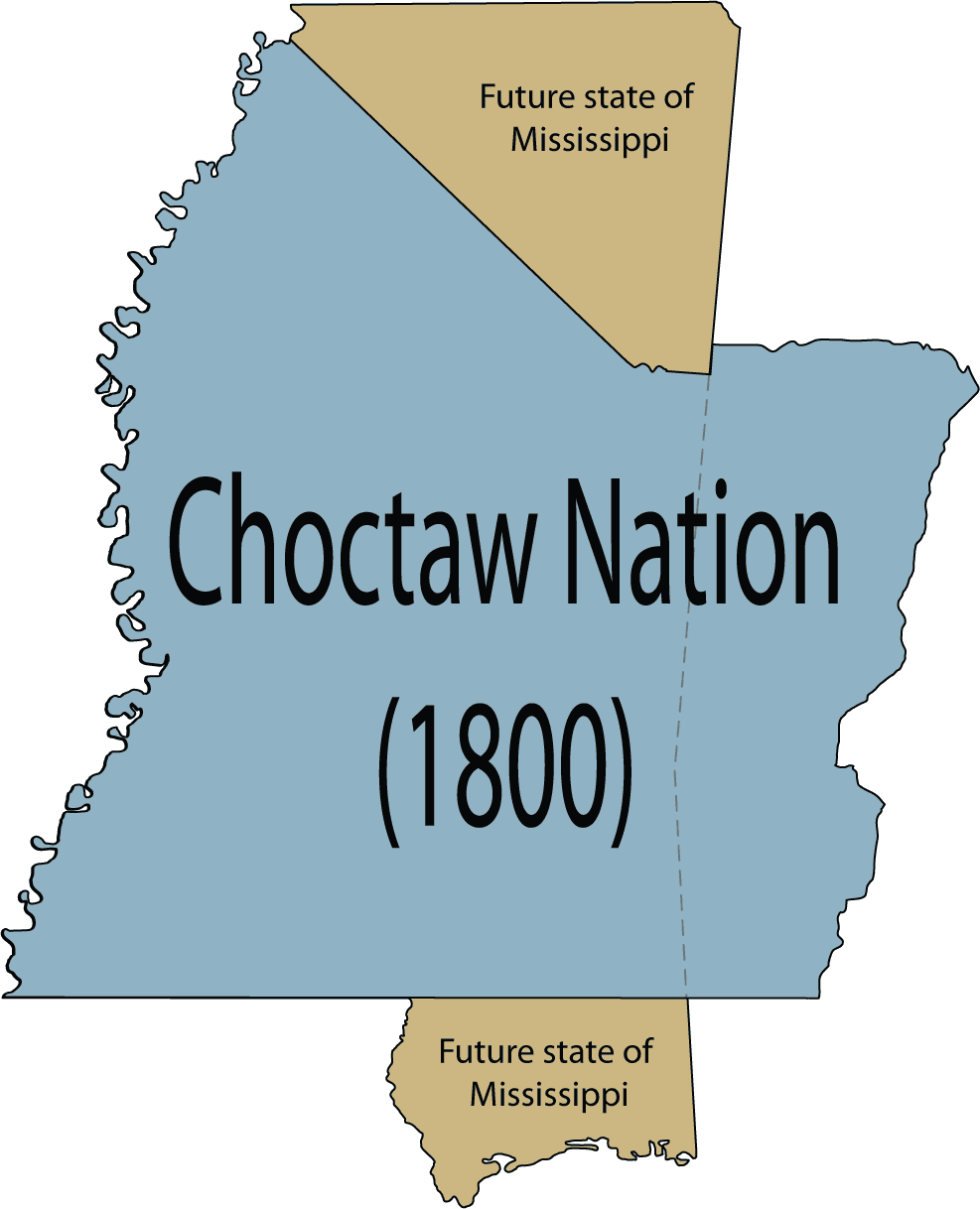
La nación Choctaw completa sombreada en azul en relación con el estado estadounidense de Misisipi.

El Sendero de lágrimas choctaw fue el intento de limpieza étnica y reubicación por parte del gobierno de los Estados Unidos de la nación de los choctaw de su país, conocido ahora como el Sur profundo (Alabama, Arkansas, Misisipi y Luisiana), a tierras al oeste del río Misisipí en el Territorio indio en la década de 1830. Un Choctaw miko (jefe) fue citado por la Arkansas Gazette afirmando que la deportación era un «sendero de lágrimas y muerte». Después del traslado, los choctaw se divi
dieron a partir del
mente: la más grande, la Nación Choctaw de Oklahoma; la Banda de indios choctaw de Misisipi, y la Banda Jena de indios choctaw en Louisiana.

## Descripción

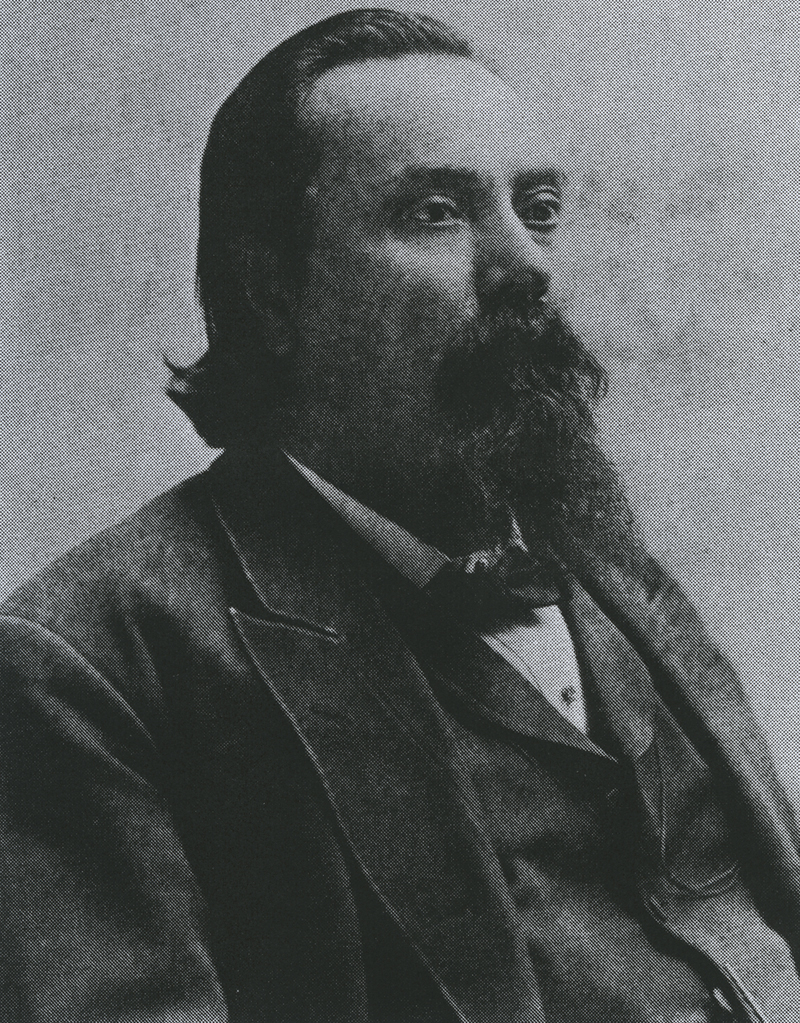
En 1832, George Harkins, que entonces tenía 22 años, escribió la Farewell Letter to the American People («Carta de despedida al pueblo estadounidense»).

Después de ceder casi 11.000.000 acres (45.000 km²), los choctaw emigraron en tres etapas: la primera en el otoño de 1831, la segunda en 1832 y la última en 1833. El Tratado de Dancing Rabbit Creek fue ratificado por el Senado de los Estados Unidos el 25 de febrero de 1831 y el presidente de los Estados Unidos, Andrew Jackson, estaba ansioso por hacer del proyecto Choctaw un modelo de deportación.
George W. Harkins (choctaw) escribió una carta al pueblo estadounidense al principio de las reubicaciones.

Salimos tristes, sabiendo que se ha hecho mal. ¿Nos extenderá sus saludos comprensivos hasta que se borren todos los rastros de oposiciones desagradables y volvamos a tener confianza en las profesiones de nuestros hermanos blancos? Aquí está la tierra de nuestros progenitores, y aquí están sus huesos; los dejamos como un depósito sagrado, y nos hemos visto obligados a venerar su confianza; es querida para nosotros, pero no podemos quedarnos, mi gente es querida para mí, con ellos debo irme. ¿Podría quedarme y olvidarlos y dejarlos luchar solos, sin ayuda, sin amigos y olvidados por nuestro gran padre? Entonces sería indigno del nombre de un choctaw y sería una desgracia para mi sangre. Debo ir con ellos; mi destino está entre la gente de choctaw. Si ellos sufren, yo también; si prosperan, entonces me regocijaré.
— George W. Harkins, George W. Harkins to the American People 

Las personas en la primera ola de traslado fueron las que más sufrieron. La segunda y tercera oleada «sembraron sus campos rápidamente y experimentaron menos dificultades que los indios de la mayoría de las otras tribus expatriadas». La remoción continuó durante todo el siglo XIX. En 1846 se retiraron 1.000 choctaw, y en 1930 solamente quedaban 1.665 en Misisipi.

## Tratados
Los Choctaw y los Estados Unidos acordaron nueve tratados entre 1786 y 1830. El Tratado del Dancing Rabbit Creek fue el último en firmarse por el cual la Nación Choctaw acordó ceder la última de sus tierras en el Sureste. La tierra de los choctaw fue obtenida sistemáticamente por los gobiernos europeos y los Estados Unidos a través de tratados, legislaciones y amenazas de guerra. Los choctaw habían hecho tratados con Gran Bretaña, Francia y España, antes de nueve con los Estados Unidos. Algunos tratados, como el de San Lorenzo, afectaron indirectamente a los choctaw.
Los choctaw consideraban que las leyes y la diplomacia europeas eran extranjeras y desconcertantes. Encontraron que la redacción de acuerdos era el aspecto más confuso de la elaboración de tratados, ya que no tenían un sistema de lenguaje escrito. Como muchos nativos americanos, los choctaw transmitieron su historia oralmente de generación en generación. Durante las negociaciones de los tratados, las tres principales áreas tribales de los choctaw (Pueblos Superiores, Seis pueblos y Pueblos Inferiores) tenían un «Miko» (jefe) que los representaba. Durante el Tratado de Natchez, 1793, el Jefe de las Seis Ciudades era Pushmataha, y el Jefe de la División Occidental era James King, Jr (Frenchimastvbe') representando al Gobernador Real Carondolet. España hizo las primeras reclamaciones al país de choctaw, seguidas por las reclamaciones francesas a partir de finales del siglo XVII. Después del Tratado de San Lorenzo, los nuevos Estados Unidos reclamaron el país de los choctaw a partir de 1795.
Los choctaw firmaron el Tratado de Hopewell en 1786. Aunque no cedió ninguna tierra a los Estados Unidos, este tratado fue importante porque el Artículo 9 le dio al Congreso de los Estados Unidos el derecho de regular, comerciar y «manejar todos sus asuntos de la manera que ellos crean conveniente».
Se firmó el Tratado del Fort Adams para ceder la tierra en la desembocadura del río Yazoo. Los choctaw creían que la cesión de más de 2 millones de acres a los Estados Unidos sería suficiente para satisfacer la necesidad americana de tierra, pero no fue así. Seis meses después el General Wilkinson volvió pidiendo más tierra y un nuevo tratado.
El Tratado del Mont Dexter se firmó en noviembre de 1805, y en virtud de él los choctaw cedieron más tierras que en ninguno de los tratados anteriores. Durante este tiempo, el plan de la administración de Jefferson era forzar a los choctaw a endeudarse a través del comercio, y luego permitirles pagar esa deuda con sus tierras. En el caso del Tratado del Mont Dexter, los  choctaw recibieron 48.000 dólares por los 4,1 millones de acres de tierra que estaban cediendo. Con este dinero, tuvieron que devolver 51.000 dólares a las casas de comercio que utilizaron.
El Tratado de Doak's Stand fue considerado uno de los mayores logros de Andrew Jackson desde la batalla de Nueva Orleans. Fue uno de los primeros «logros significativos de la política de moderación de Calhoun». El tratado hizo que los choctaws cedieran cinco millones de acres de tierra, pero recibirían trece millones de acres de tierra en Arkansas. Este tratado prefigura la eliminación y degradación de todos los indios. Esto se convirtió en un problema porque la gente de Arkansas sintió que su gobierno los había abandonado para sacar a los indios de Misisipi, así que comenzaron a hacer un esfuerzo para evitar que el tratado fuera ratificado. Aunque el tratado fue ratificado, el presidente Jackson nombró a un agrimensor para encontrar otra línea fronteriza que diera a los Choctaws la misma cantidad de tierra sin alterar el status quo de los blancos.
Aunque muchos líderes de la tribu choctaw se oponían al Tratado de Dancing Rabbit Creek, Grant Foreman en 1953 escribió que «la mayoría de los líderes se habían alineado de forma segura mediante sobornos con el gobierno y el tratado». Greenwood LeFlore, Nitakechi (William Ambrose), Mushulatubbe, y más de 50 otros «miembros favorecidos» ganaron tierra al firmar el tratado. Según Foreman, LeFlore tenía un interés personal en remover las tribus, ya que se jactaba ante el presidente Jackson de su capacidad para removerlas incluso si el Tratado del Arroyo del Conejo Danzante no era ratificado. Antes de que el Tratado de Dancing Rabbit Creek fuera ratificado, el gobierno permitió a LeFlore enviar a numerosos miembros de tribus no organizados y mal provistos al oeste en la primera ola de remoción. De los mil emigrantes choctaw enviados al oeste por Leflore, Foreman dijo que solamente llegaron ochenta y ocho. Desde entonces, otros historiadores han sugerido que algunos Choctaw favorecieron la remoción porque querían pragmáticamente tratar de obtener el mejor trato de Estados Unidos que parecía implacablemente decidido a forzarlos a salir.
La presión americana para obligar a los choctaw a ceder su tierra continuó hasta que los Choctaw lucharon como sus aliados contra los Creek en la Guerra de los Creek de 1813. Esto fue en parte una guerra civil dentro de la nación que estalló mientras los Estados Unidos se enfrentó a Gran Bretaña en la Guerra anglo-estadounidense de 1812. La Banda de choctaw eligió permanecer en Misisipi y no retirarse, en parte debido a que el Jefe de la Nación de Choctaw era el General de Brigada Pushmataha y el respeto por su servicio desde los 13 años al ponerse del lado de los franceses de Nueva Francia. Como muchos choctaw lucharon en la batalla de 1812, algunos americanos comenzaron a verlos como aliados. Fueron mejor tratados por los colonos blancos y por los nativos del asentamiento Dimery que entraron en el Fort Adams después de haber servido en las tierras del sur de los tuscarora. Cuando los Choctaw firmaron el tratado del Fort St. Stephens, creyeron que estaban en «un banquete amistoso [en lugar de] una reunión de fuerzas opuestas». A cambio de la tierra, los choctaw recibieron una anualidad de 6.000 dólares durante los próximos 20 años, y bienes como armas, mantas y herramientas por un valor adicional de 10.000 dólares.
| Tratado              | Año  | Tierra cedida                   |
| Hopewell             | 1786 | n/a                             |
| Fort Adams           | 1801 | 2.641.920 acres (10.691,5 km²)  |
| Fort Confederation   | 1802 | 10.000 acres (40 km²)           |
| Hoe Buckintoopa      | 1803 | 853.760 acres (3.455 km²)       |
| Mount Dexter         | 1805 | 4.142.720 acres (16.765 km²)    |
| Fort St. Stephens    | 1816 | 10.000 acres (40 km²)           |
| Doak's Stand         | 1820 | 5.169.788 acres (20.921,39 km²) |
| Washington City      | 1825 | 2.000.000 acres (8.100 km²)     |
| Dancing Rabbit Creek | 1830 | 10.523.130 acres (42.585,6 km²) |

## Repercusiones

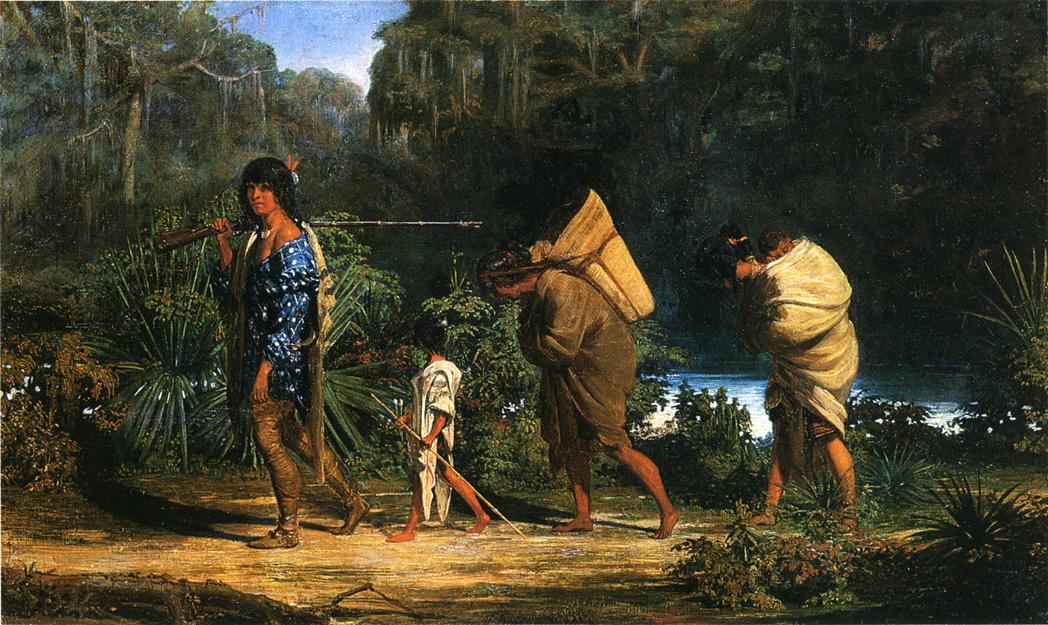
Los choctaws fueron trasladados al oeste del Misisipi desde 1831. Louisiana Indians Walking Along a Bayou por Alfred Boisseau pintado 1846.

Cerca de 15.000 choctaws junto con 1000 esclavos se trasladaron a lo que se llamaría Territorio Indio y luego más tarde Oklahoma. La transferencia de la población se produjo en tres migraciones durante el período 1831-1833, incluyendo la devastadora ventisca de invierno de 1830-1831 y la epidemia de cólera de 1832. Alrededor de 2.500 murieron en el sendero de lágrimas. Aproximadamente 5.000-6.000 choctaws permanecieron en Misisipi en 1831 después de los esfuerzos iniciales de remoción. Durante los siguientes diez años fueron objeto de un creciente conflicto legal, acoso e intimidación.

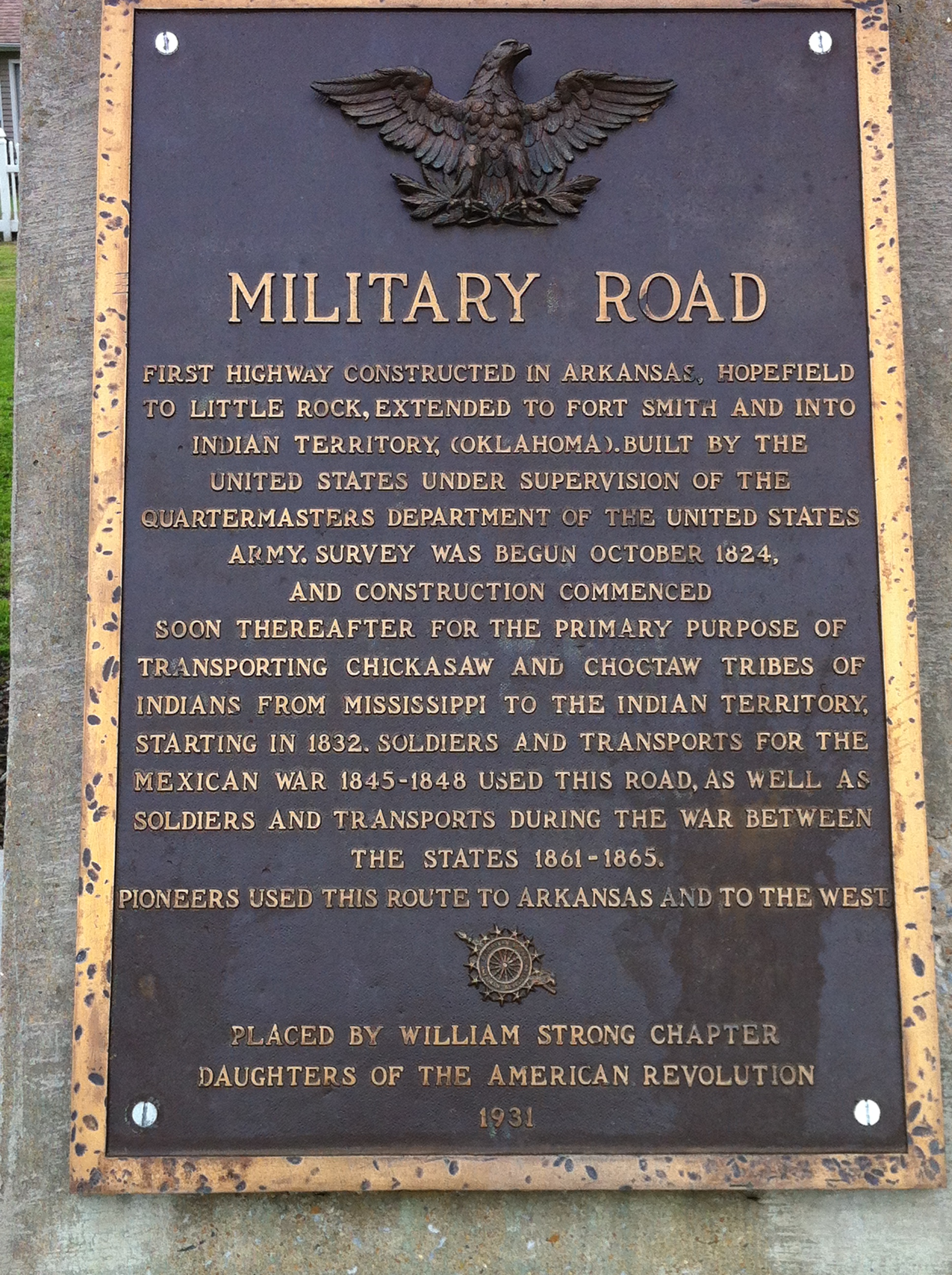
Marca histórica en Marion (Arkansas) por el Sendero de lágrimas.

Los choctaws que permanecieron en Misisipí describieron su situación en 1849, «tenemos nuestras casas derribadas y quemadas, destruidas nuestras cercas, el ganado expulsado de nuestros campos y nosotros mismos hemos sido azotados, esposados, encadenados y sometidos a otros abusos personales, incluso por ese tratamiento algunos de nuestros mejores hombres han muerto». Joseph B. Cobb, que se trasladó a Misisipí desde Georgia, describió a los choctaw como «sin ninguna nobleza o virtud, y en cierto modo encontró a los negros, especialmente a los nativos africanos, más interesantes y admirables, el superior del hombre rojo en todos los sentidos. Los choctaw y los chickasaw, las tribus que mejor conocía, eran despreciables, es decir, incluso peores que los esclavos negros». Las expulsiones continuaron hasta bien entrado el siglo XX. En 1903, trescientos choctaws de Misisipi fueron persuadidos para trasladarse a la Nación en Oklahoma.